# Драготешть
Драготешть, Драготешті (рум. Dragotești) — село у повіті Мехедінць в Румунії. Входить до складу комуни Прунішор.
Село розташоване на відстані 250 км на захід від Бухареста, 23 км на схід від Дробета-Турну-Северина, 74 км на північний захід від Крайови.

## Населення
За даними перепису населення 2002 року у селі проживали 54 особи, усі — румуни. Усі жителі села рідною мовою назвали румунську.